# Petrus Fontelius
Petrus Olai Fontelius Uplandiensis, född 1622, död 27 april 1684 i Gävle, var en svensk präst och professor samt rektor för Uppsala universitet.

## Biografi
Petrus Fontelius blev 1642 student vid Uppsala universitet, och disputerade 1650 för Martinus Olai Nycopensis med Eclipsigraphia praeceptis & exemplis breviter delineata. 1652 blev han filosofie magister och 1660 professor i matematik vid Uppsala universitet. 1667 prästvigdes han samt 1669 blev han pastor i Gävle. Fontelius var gift med Katarina Bure. 
Fontelius utgav som professor ett stort antal disputationer av vilka dock endast ett par behandlar matematiska ämnen, bland dessa respondenten Samuel Schults Cyclometria veterum (1667). Denna avhandling utgår från den grekiske geometrikern Antifon och dennes teorier, dels att cirkelns area skulle motsvara medeltalet av areorna av en om cirkeln omslutande och en omsluten kvadrat, dels att det skulle vara möjligt att skapa en månghörning som sammanfaller med cirelkns omkrets. Den första av Antifons teorier grusas i avhandlingen, vilket är korrekt. Även den andra teorin vederläggs emellertid, vilket tyder på att infinitesimaler ännu var svåra att föreställa sig i Uppsala. Han var preses för ett tiotal avhandlingar, som försvarades av bland andra Uno Terserus, Johan Columbus och Johan Bergenhielm
I nio år var Fontelius professor i Uppsala och var 1667 universitetets rektor. Därefter lämnade han Uppsala för en tjänst som prost i Gävle. År 1671 invigdes Gävle gymnasium och Fontelius blev i egenskap av prost inspektor. Fontelius var öppet kritisk mot de häxprocesser som försiggick i landet, och hade upphört med häxbönen på sina gudstjänster. Detta ledde till att borgmästaren Carl Falck började ogilla honom. Falck drog då upp att Katarina Bures gudmor ansetts för en häxa, och ryktena ledde till att flera barn steg fram under häxprocessen i Gävle 1675 och anklagade Katarina för att ha fört dem till Blåkulla. Ett av dessa barn var borgmästarens son. Hon dömdes till döden. Fontelius försökte hjälpa sin hustru, författade flera brev, så även till kungen, för att få sin hustru frikänd. Slutligen rymde han med henne till Stockholm, där saken togs upp än en gång. Hon frikändes i Stockholm 1676, sedan det framkommit att personer tvingats att vittna. Fontelius skrivelser i målet finns på det svenska Riksarkivet.
Fontelius återgick sedan till sitt ämbete i Gävle och var riksdagsman i prästeståndet vid  1680 års riksdag.
Fontelius är begravd i Trefaldighetskyrkan i Gävle, men inte hustrun som annars brukligt är, vilket beror på att hon en gång var anklagad för trolldom.